# شلغوم العيد
شلغوم العيد هي بلدية جزائرية، تتبع ولاية ميلة تقع على بعد 55 كلم من مركز الولاية.

## تراث و فنون
• الموسيقى
تتنشر العديد من الأنواع الموسيقية في مدينة شلغوم العيد اهمها : المالوف، الراي، الجاز، الحوزي، العيساوة،  الصراوي الشلغومي....إلخ  

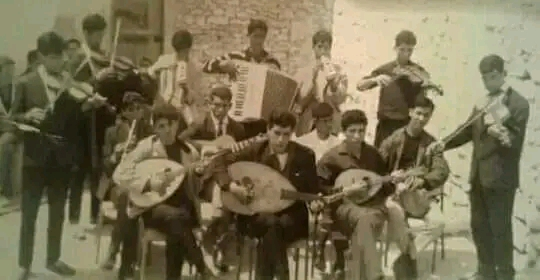
فرقة مالوف بمدينة شلغوم العيد سنة 1964 بمقر الشبيبة الجزائرية
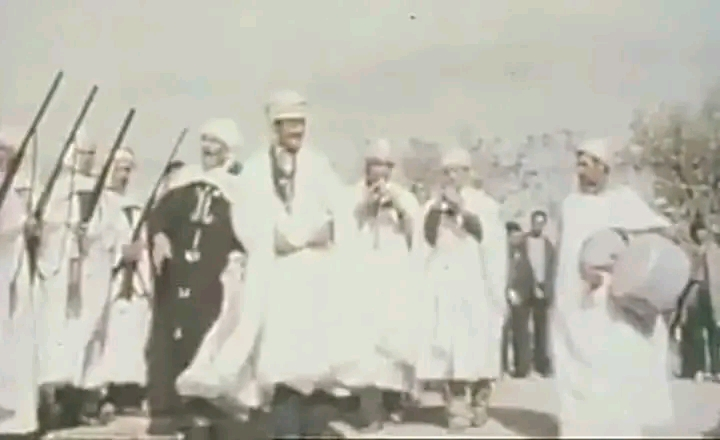
احتفالات تقليدية في مدينة شلغوم العيد
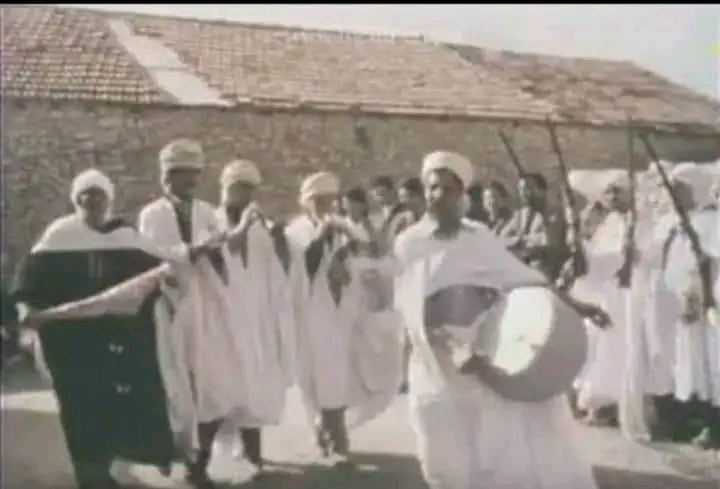
احتفالات تقليدية في شلغوم العيد

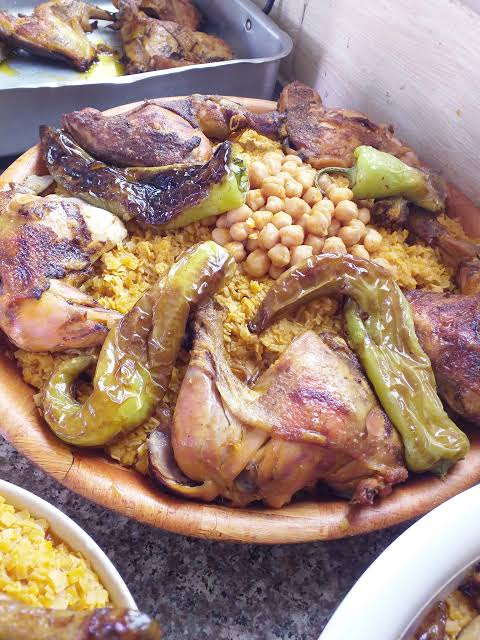
شخشوخة في شلغوم العيد

## المؤسسات الشبانية والرياضية
- دار الشباب العيفة صالح:

النشاطات الموجودة بها:
- نشاطات ثقافية: فنون غنائية، فنون درامية، فنون تشكيلية، مكتبة، أنشطة نسوية.
- نشاطات علمية: علم الفلك، إعلام آلي، سمعي بصري، البيئة.
- نشطات ترفيهية: بيار، تنس الطاولة، بابي فوت شطرنج.
- بالإضافة إلى خلية الإصغاء والوقاية التي تلعب دورا هاما في مجال التحسيس والايام الاعلامية والمقابلة.
- دار الشباب قرعيش أحمد:

النشاطات الموجودة بها:
- نشاطات ثقافية: فنون غنائية، فنون درامية، فنون تشكيلية، مكتبة أنشطة نسوية.
- نشاطات علمية: علم الفلك، إعلام آلي، سمعي بصري، البيئة.
- نشاطات ترفيهية: بيار، تنس الطاولة، بابي فوت، شطرنج.
- بالإضافة إلى خلية الإصغاء والوقاية التي تلعب دورا هاما في مجال التحسيس، الأيام الإعلامية والمقابلة.
- ملعب معشوشب اصطناعيا (Mateco).
- بيت الشباب شلغوم العيد:
- طاقة الاستيعاب: 60 سرير، 14 غرفة.
- المرافق: مطعم، نادي، قاعة استقبال، فضاءات الترفيه، موقف السيارات، قاعة محاضرات.

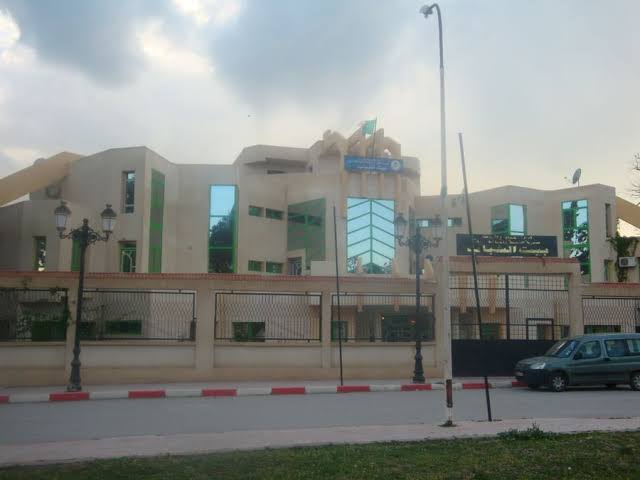

- ملعب متعدد الرياضات 11 ديسمبر 1960:
- العنـوان: حـي 20 أوت 1955.
- طاقة الاستيعاب: 5400 مقعد، 3000 مقعد مغطاة، 2400 مقعد في طور الإنجاز.
- ساحة اللعب: معشوشب اصطناعيا.
- مضمار لألعاب القوى.
- ملعب وينشط به الجمعيات الرياضية التالية: هلال شلغوم العيد، أمل بلدية شلغوم العيد، شبيبة شلغوم العيد، نادي ميسترال لألعاب القوى، مدارس كرة القدم لمديرية الشباب والرياضة ”04 أفواج”، أقسام رياضة ودراسة كرة القدم سنة أولى + سنة ثانية.
- القاعة المتعددة الرياضات محمد بوضياف:
- العنـوان: شـارع أحمـد يـحـي رشيـد.
- طاقـة الاستيعـاب: 500 مقعـد.
- ملعب ماتيكو.
- حوض سباحة.
- ينشط بها: المدارس الرياضية لمديرية الشباب والرياضة، كرة اليد، كرة السلة، الكرة الطائرة، الكارتيه، أقسام رياضة ودراسة للكرة الطائرة سنة أولى وسنة ثانية، الجمعيات الرياضية: نادي شلغوم العيد كرة اليد، مستقبل بلدية تاجنانت كرة اليد والنجم الرياضي تاجنانت كرة الطائرة.
- الملعب البلدي لكرة القدم معشوشب اصطناعيا.

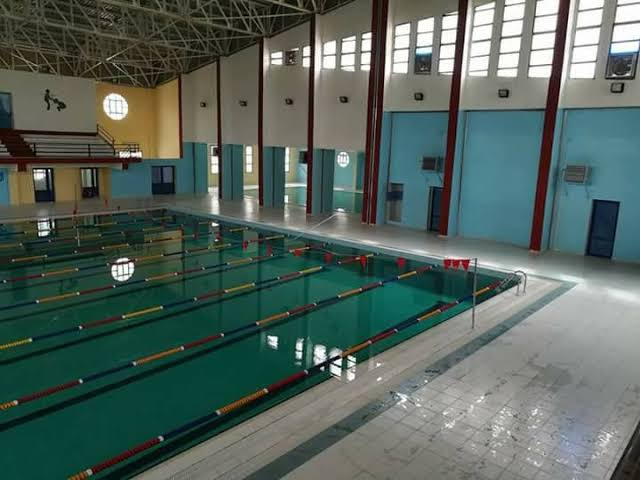

- قاعة رياضية مغطاة 1000 مقعد.
- مسبح نصف أولمبي.

## جغرافيا
يحدها من الشمال بلدية عين الملوك، ومن الغرب بلدية بن يحيى عبد الرحمان وبلدية تاجنانت، ومن الجنوب بلدية أولاد خلوف وبلدية المشيرة، ومن الشرق بلدية التلاغمة وبلدية وادي العثمانية.
تعد مدينة شلغوم العيد أكبر بلدية في الولاية وأكثرها شهرة، نظرا لموقعها على الطريق الوطني رقم 05 والطريق الوطني رقم 100، فهي تعدّ حلقة وصل بين الشرق والغرب وبين الشمال والجنوب. 

## تاريخ المدينة

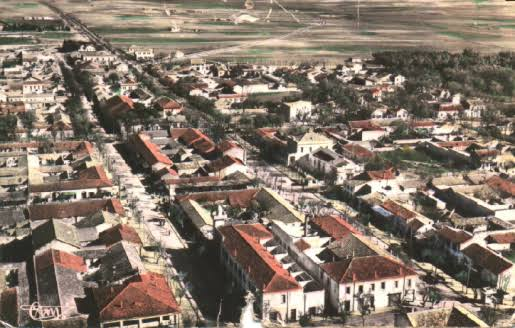

لها تاريخ عريق ارتبط بوادي الرمال، حيث عرفت حضارات شعافية أثبتت البحوث مدى أهميتها، فتعرف شلغوم العيد بإنسان مشتى العربي الذي يعود ظهوره ل 5 آلاف سنة قبل الميلاد 

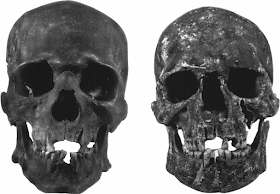
جمجمة انسان مشتى العربي بشلغوم العيد

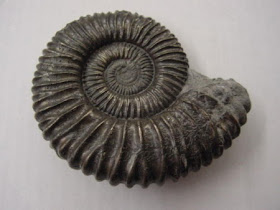
مستحثة عثر عليها في شلغوم العيد

وقد ذكرها ابن خلدون في مقدمته،[أين؟] عرفت قبل الاستعمار (Chateaudun Du Rhumel) وهو الاسم الدي أطلقه الفرنسيون عليها حيث تأسست كبلدية فرنسية مختلطة سنة 1871 ، وسميت بالاسم الحالي بعد الاستقلال باسم الشهيد شلغوم العيد، و استشهد في معركة جبل بكيكيا بسوق نعمان، وتعد شلغوم العيد مدينة الفيلسوف فرانس فاتون

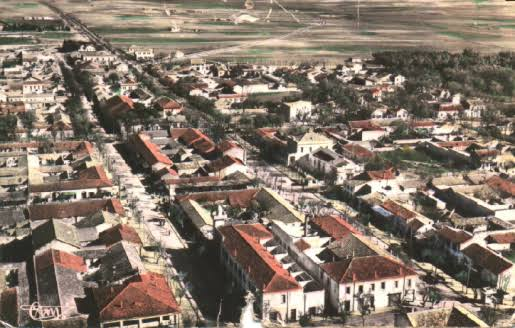
شلغوم العيد قديما

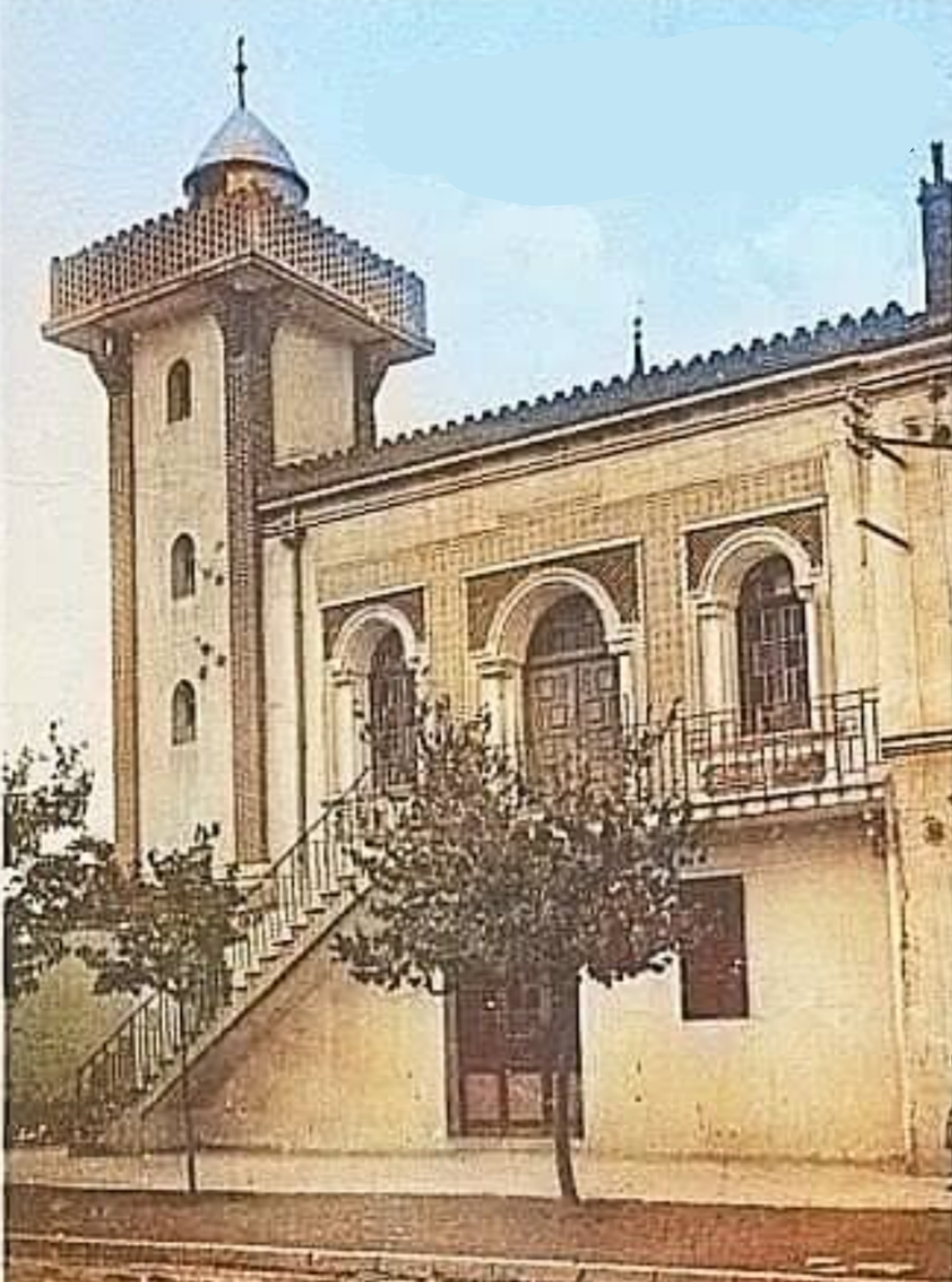
شلغوم العيد قديما (المسجد العتيق)

كما تعتبر شلغوم العيد عاصمة عرش اولاد عبد النور الغني عن التعريف لأنها كانت تضم جميع دواوير العرش ذات الاصول الامازيغية ( اولاد كباب , البرانا ، اولاد بوعرفان ، اولاد زرقة )  ابان فترة الاحتلال الفرنسي، فخصص له الكاتب الفرنسي شارلهذا العرش ل فيرو كتاب لسرد تاريخ و إنجازات هذا العرش 

## شخصيات
شهيد المقصلة لخليفي عبد الرحمان 
شهيد المقصلة محمد شوفي 

## اقتصاد المدينة
تحتضن صناعات حديثة خفيفة وثقيلة، كمصنع Henkel للمنظفات، ومصنع Latina للمعلبات، مصنع الأحذية العسكرية...
تمتلك شلغوم العيد 5 مناطق صناعية واحداهم تعتبر ثاني اكبر منطقة صناعية في الجزائر[محل شك] وهي المنطقة الصناعية " ناصري التونسي " التي تتربع على مساحة 247 هكتار
وكذلك سوق الجملة للخضر والفواكه، سوق السيارات الاسبوعي، سوق المواشي الاسبوعي، سوق الخميس، سوق لاكورة.

## رياضة

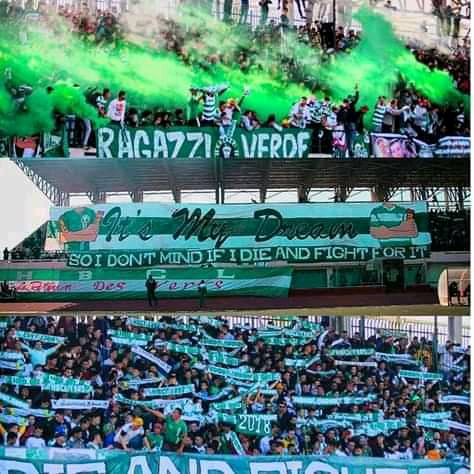

هلال شلغوم العيد (.H.B.C.L) هو نادي رياضي جزائري، وينشط في الإتحادية الجزائرية لكرة القدم، تأسس عام 1945، ويلعب ضمن بطولة الثاني هواة - مجموعة الشرق، الملعب: ملعب 11 ديسمبر - المظاهرات.
أمل بلدية شلغوم العيد (.A.B.C.L) هو نادي كرة قدم جزائري من الأندية الي تمثل مدينة شلغوم العيد، وينشط في الإتحادية الجزائرية لكرة القدم، تأسس سنة 1988، ويلعب ضمن بطولة الثاني هواة - مجموعة الشرق، الملعب: ملعب 11 ديسمبر - المظاهرات.
شبيبة شلغوم العيد أو كما يحب أن يسميه أنصاره «الشبيبة»، هو نادي كرة قدم جزائري من الأندية الي تمثل مدينة شلغوم العيد، وينشط في الإتحادية الجزائرية لكرة القدم، تأسس سنة 1994.
كما توجد عدة فرق أخرى في رياضات مختلفة، مثل: كرة اليد، كرة السلة، كرة الطائرة، كرة الماء، كرة الطاولة، الكاراتيه وكرة القدم الخماسية.

## أحياء المدينة
- حي ديدوش مراد.
- حى عبد الله باشا 1109 مسكن.
- حي عبان رمضان (Village Negro).
- حي الجامع الأخضر (بوقرانة) وهو أكبر حي في المدينة.
- حي جيش التحرير الوطني 200 مسكن (La Cité Stade).
- حي بني فنيري لدوار لعجايز.
- حي هواري بومدين.
- حي زيغود يوسف (البوسيسي).
- حي محمد بوضياف.
- حي اوسكورت عبد الكريم.
- حي سدراتي عمار.
- حي 128 مسكن (R+1).
- حي 20 اوت 1955.
- حي بني فنيري لدوار لعجايز.
- حي مصطفى بن بولعيد.
- حي فضيلة سعدان.
- حي 100 مسكن (البرارك).
- حي 500 مسكن (La Cnep).
- حي الإخوة بورني (Sabalou).